# Air Force One
Air Force One (en español, Avión Presidencial) es el indicativo que da el control del tráfico aéreo a cualquier avión de la Fuerza Aérea de los Estados Unidos que transporta al presidente de los Estados Unidos y solo cuando él esté a bordo puede adoptar ese indicativo, mientras tanto se considerará como una aeronave militar. Es un error común pensar que el Air Force One se refiere a un avión específico, es usado  para referirse a cualquier avión de la Fuerza Aérea en el que viaje el presidente. Después de los Atentados del 11 de septiembre de 2001 el Air Force One es el centro de gobierno estadounidense mientras el presidente esté dentro de la aeronave en cualquier parte del mundo.
La idea de designar Aviación militar específicos para transportar al presidente surgió durante la Segunda Guerra Mundial, cuando los asesores militares del departamento de guerra estaban preocupados por el riesgo de utilizar aerolíneas comerciales para los viajes presidenciales. Un Douglas C-54 Skymaster fue entonces adaptado para uso presidencial. El avión fue construido en 1944 para su uso en las Fuerzas Aéreas del Ejército (rama del ejército que fue reemplazada por la USAF). Llevó al presidente Franklin D. Roosevelt a la Conferencia de Yalta en febrero de 1945 y fue utilizado durante otros dos años por el presidente Harry S. Truman.
El indicativo "Air Force One" fue creado en 1954, después de que un Lockheed Constellation que transportaba al presidente Dwight D. Eisenhower ingresara al mismo espacio aéreo que un vuelo de una aerolínea comercial utilizando el mismo número de vuelo. Desde la introducción del SAM 26000 en 1962, el avión presidencial principal ha llevado la librea distintiva diseñada por Raymond Loewy.
Otros aviones designados como Air Force One han incluido otro Lockheed Constellation, el Columbine III, tres Boeing 707, introducidos en los años 1960 y 1970, y los actuales Boeing VC-25 desde 1990, la flota presidencial ha consistido en dos aviones Boeing 747-2000B (VC-25A) altamente personalizados. La USAF ha ordenado dos Boeing 747-8 para servir como el próximo avión presidencial, con la designación VC-25B.
Los presidentes han invitado a otros líderes mundiales a viajar con ellos en el Air Force One en ocasiones, incluido Nixon, quien invitó al secretario general soviética Leonid Brézhnev a viajar con él a California desde Washington D. C. en junio de 1973. En 1983, el presidente Reagan e Isabel II recorrieron la costa oeste de los EE. UU. a bordo del Air Force One.
Este protocolo continuó en el siglo XXI cuando el presidente Obama llevó al primer ministro británico David Cameron a un partido de baloncesto en Ohio a bordo del Air Force One en marzo de 2012.

## Historia
Siglo XX

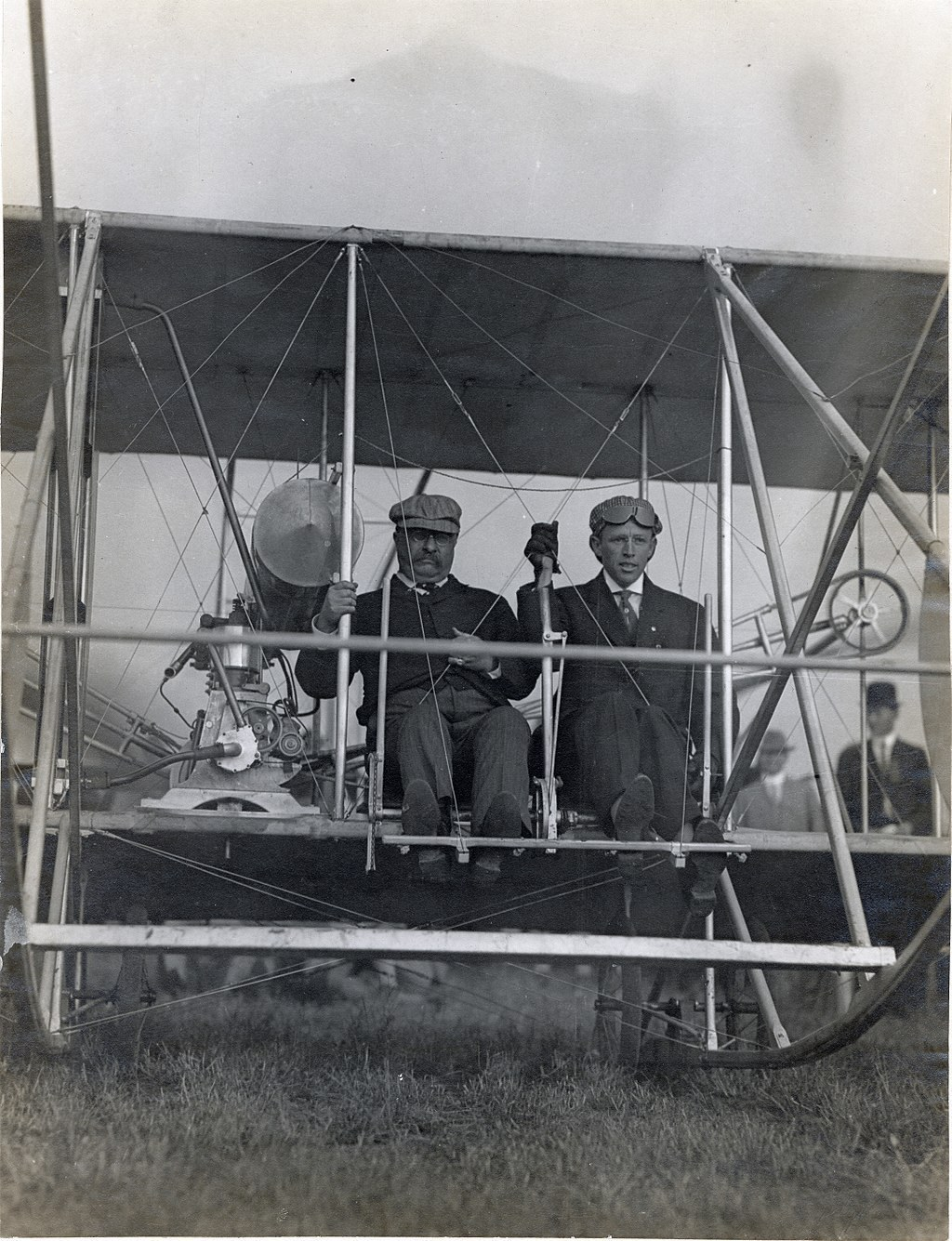
Theodore Roosevelt y el piloto Arch Hoxsey antes de su vuelo desde St. Louis en octubre de 1910

El 11 de octubre de 1910, Theodore Roosevelt se convirtió en el primer presidente de Estados Unidos en volar en un avión, uno de los primeros Wright Flyer, desde Kinloch Field, cerca de San Luis (Misuri). En ese momento ya no estaba en el cargo, ya que lo había sucedido William Howard Taft. El récord se produjo al sobrevolar brevemente a la multitud en una feria del condado, pero fue, no obstante, el comienzo de los viajes aéreos presidenciales.
Primer avión presidencial

El avión Douglas C-54 Skymaster del presidente Franklin D. Roosevelt, apodado la Vaca Sagrada

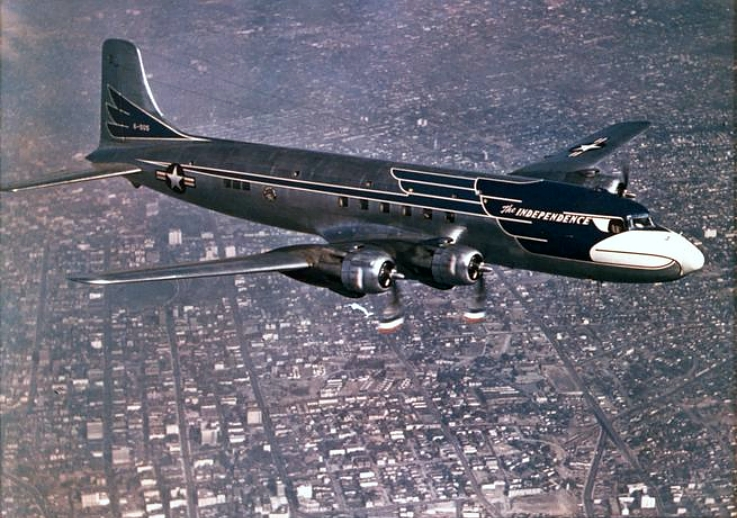
The VC-118 Independence utilizado principalmente por el presidente Harry S. Truman

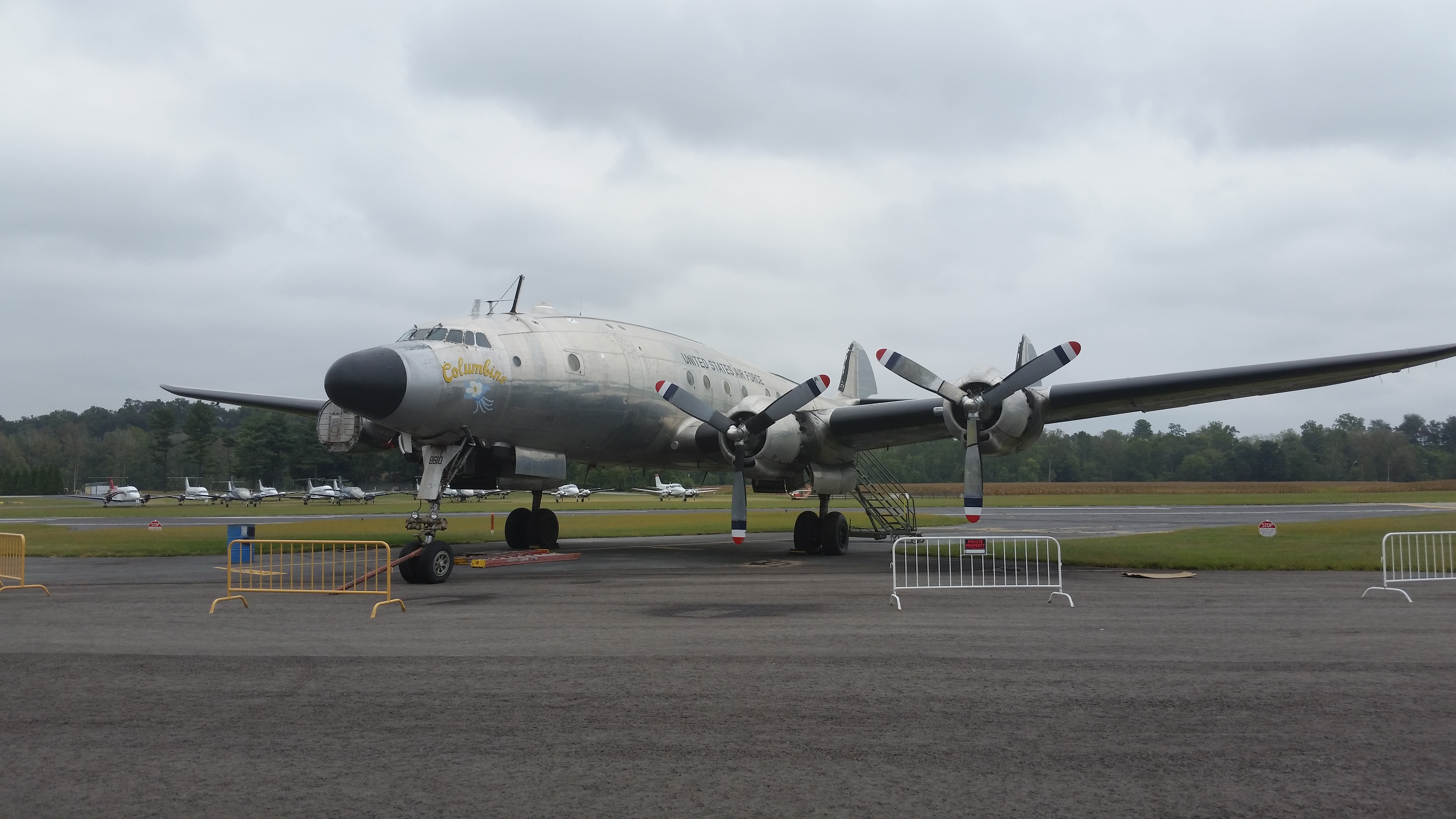
El VC-121 Columbine II, que se muestra aquí durante su restauración en 2016, utilizado por el presidente Dwight Eisenhower

Franklin D. Roosevelt fue el primer presidente en volar en un avión mientras estaba en el cargo. El primer avión obtenido específicamente para viajes presidenciales fue un anfibio Douglas Dolphin entregado en 1933, que fue designado RD-2 por la Marina de los EE. UU. y tenía su base en la base naval de Anacostia DC. El Dolphin fue modificado con tapicería de lujo para cuatro pasajeros y un pequeño compartimento para dormir separado. El avión permaneció en servicio como transporte presidencial desde 1933 hasta 1939. Durante la Segunda Guerra Mundial, Roosevelt viajó en el Dixie Clipper, un hidroavión boeing 314 tripulado por Pan Am a la conferencia de Casablanca de 1943 en Marruecos, un vuelo que cubrió 5500 millas (8890 km) en tres etapas. La amenaza de los submarinos alemanes durante la Batalla del Atlántico hizo que los viajes aéreos se convirtieran en el método preferido de transporte transatlántico vip.
Preocupados por depender de aerolíneas comerciales para transportar al presidente, los funcionarios de las Fuerzas Aéreas del Ejército de Estados Unidos, ordenaron la conversión de un avión militar para satisfacer las necesidades especiales del Comandante en jefe. El primer avión dedicado propuesto para uso presidencial fue un avión de transporte vip C-87A. Este avión, número 41-24159, fue modificado en 1943 para su uso como transporte vip presidencial, el Guess Where II, destinado a llevar al presidente Franklin D. Roosevelt en viajes internacionales. Si hubiera sido aceptado, habría sido el primer avión en ser utilizado en el servicio presidencial. Después de una revisión del altamente controvertido historial de seguridad del C-87 en servicio, el Servicio Secreto se negó rotundamente a aprobar el Guess Where II para el transporte presidencial. Como el C-87A era un derivado del bombardero Consolidated B-24 Liberator, presentaba fuertes impresiones ofensivas a los aviones de combate enemigos, así como a los destinos extranjeros visitados, un problema que no estaba presente con los aviones que se usaban puramente para transporte. El Guess Where II fue utilizado para transportar a miembros de alto rango de la administración Roosevelt en varios viajes. En marzo de 1944, transportó a Eleanor Roosevelt en una gira de buena voluntad por varios países latinoamericanos. El C-87A fue desguazado en 1945.
Posteriormente, el Servicio Secreto reconfiguró un Douglas C-54 Skymaster para el transporte presidencial. El avión VC-54C, apodado la Vaca Sagrada, incluía un área para dormir, un Radioteléfono y un elevador retráctil alimentado por batería para levantar a Roosevelt en su silla de ruedas. Tal como fue modificado, el VC-54C fue utilizado por el presidente Roosevelt solo una vez antes de su muerte, en su viaje a la Conferencia de Yalta en febrero de 1945.
El presidente Harry S. Truman firmó la National Security Act, la legislación que creó la Fuerza Aérea de los Estados Unidos, mientras estaba a bordo del VC-54C. Reemplazó el VC-54C en 1947 con un C-118 Liftmaster modificado, llamándolo Independence en honor a su ciudad natal de Misuri. Se le dio un exterior distintivo, ya que su morro estaba pintado como la cabeza de un águila calva. El avión, que incluía un camarote en el fuselaje de popa y una cabina principal que podía albergar a 24 pasajeros o podía convertirse en 12 literas, ahora se encuentra en el Museo Nacional de la Fuerza Aérea de Estados Unidos en Dayton (Ohio).
Eisenhower introdujo cuatro aviones propulsados por hélice en el servicio presidencial. Este grupo incluía dosLockheed C-121 Constellation, el avión Columbine II (VC-121A 48-610) y el Columbine III (VC-121E 53-7885). La primera dama Mamie Eisenhower les puso ese nombre en honor a la aguileña, la flor oficial del estado de Colorado, su estado adoptivo. Además, también se añadieron dos Aero Commander 500 a la flota.
El Columbine II es el primer avión que lleva el distintivo de llamada de llamada Air Force One. Esta designación para el avión de la Fuerza Aérea de los Estados Unidos que transportaba al presidente en ejercicio se estableció después de un incidente en 1954, cuando el vuelo comercial Eastern Air Lines 8610 se cruzó con el Air Force 8610, que transportaba al presidente Eisenhower. Inicialmente utilizada de manera informal, la designación se hizo oficial en 1962.
Los Boeing 707 y la entrada en la era de los aviones a reacción

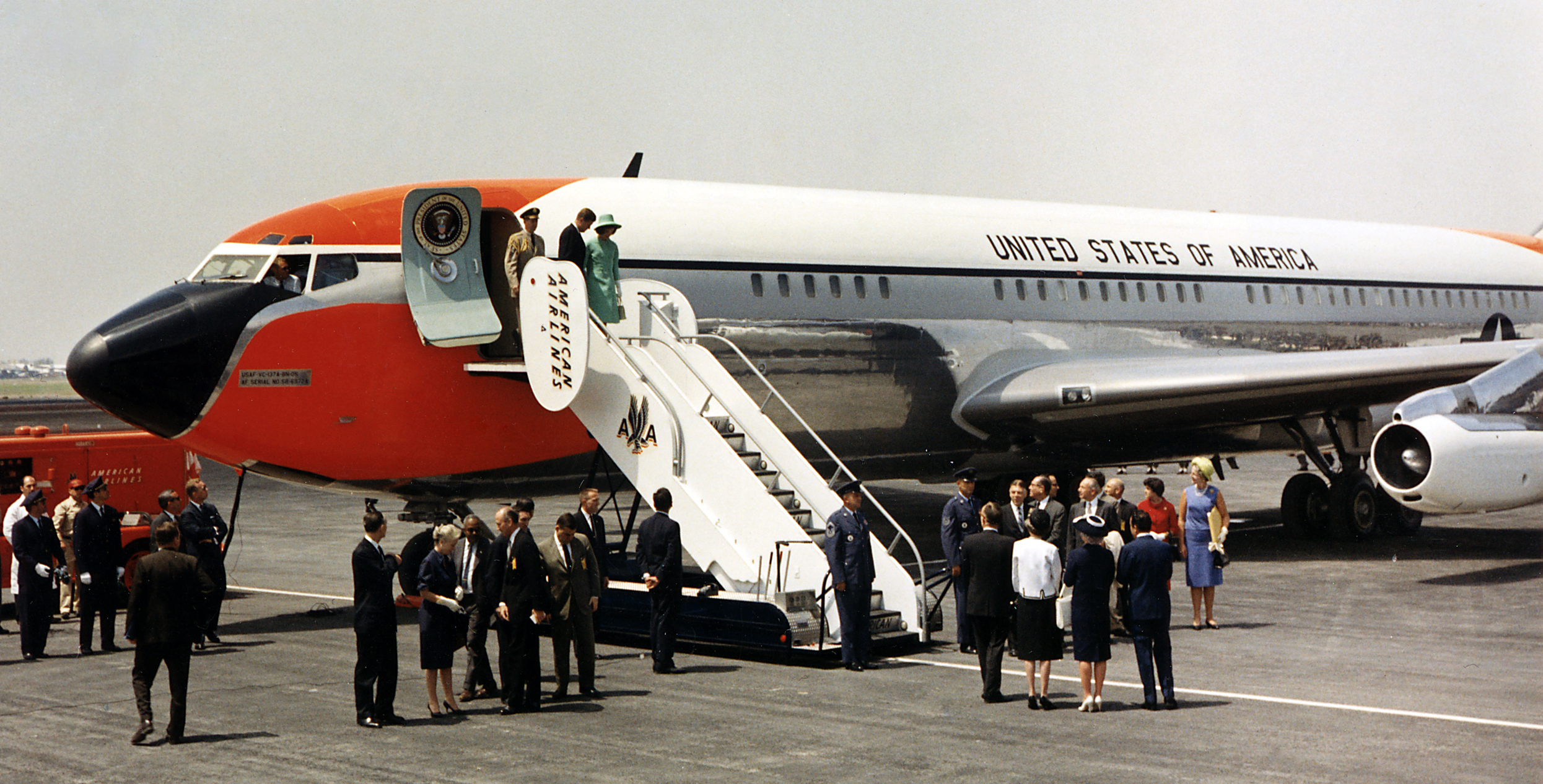
SAM 970 con los colores de la época de Eisenhower.

Hacia el final del segundo mandato de Eisenhower, el secretario de Estado John Foster Dulles comentó que el primer ministro soviético Nikita Khrushchev y otros altos funcionarios soviéticos habían comenzado a utilizar el avión tecnológicamente avanzado Tupolev Tu-114 para sus viajes, y que ya no era digno para el presidente volar en un avión propulsado por hélice. Esto allanó el camino para la adquisición inicial por parte de la Fuerza Aérea de tres aviones a reacción 707-120 (VC-137A), designados SAM (Misiones Aéreas Especiales) 970, 971 y 972.
La tecnología de chorro de alta velocidad incorporada a estos aviones permitió a los presidentes desde Eisenhower hasta Nixon viajar largas distancias más rápidamente para reuniones cara a cara con líderes mundiales. El entonces vicepresidente Richard Nixon utilizó por primera vez un VC-137A en su visita a la Unión Soviética en julio de 1959 para los Kitchen Debates. El mes siguiente, Eisenhower se convirtió en el primer presidente en volar en un avión a reacción cuando utilizó el SAM 970, apodado "Queenie", para reunirse con el canciller alemán Konrad Adenauer. Durante la gira de buena voluntad " Vuelo a la paz " de Eisenhower en diciembre de 1959, visitó 11 naciones asiáticas, volando 22 000 millas (35 000 km) en 19 días, el doble de rápido de lo que podría haber cubierto esa distancia en uno de los Columbines.
Los SAM 970 a SAM 972 serían retirados del papel presidencial con la llegada a principios de la década de 1960 del VC-137C especialmente construido, designado SAM 26000. Los aviones más antiguos serían repintados con la librea secundaria de Loewy diseñada para el Air Force Two y otros aviones vip no presidenciales. El SAM 970 ahora está en exhibición en el Museo del Vuelo en Seattle, Washington. El SAM 971, mejor recordado por devolver a los estadounidenses retenidos durante la crisis de los rehenes de Irán en 1981, está en exhibición en el Museo del Aire y el Espacio Pima en Tucson, Arizona. El SAM 972 fue desguazado en octubre de 1996.
Diseño de la librea de Loewy

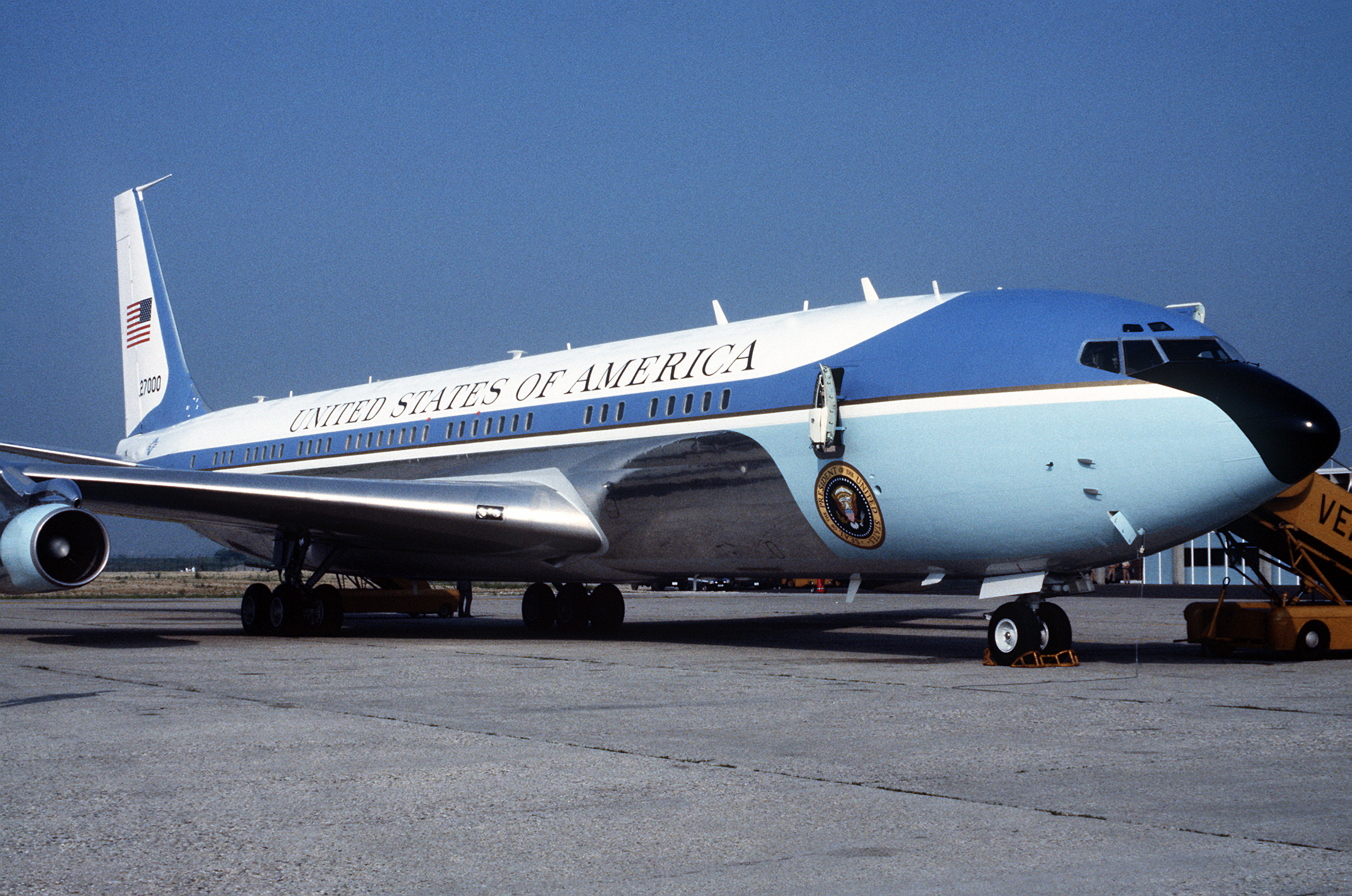
La propuesta final de diseño por Raymond Loewy en 1961.

El nuevo VC-137C aún no había sido modificado para el servicio presidencial cuando John F. Kennedy asumió el cargo en 1961. Por recomendación de su esposa, Jacqueline Kennedy, contactó al diseñador industrial estadounidense nacido en Francia Raymond Loewy para pedirle ayuda en el diseño de la nueva decoración e interiores para el VC-137C.
Loewy, que había visto el SAM 970, se quejó con un amigo en la Casa Blanca de que "tenía un morro de un color naranja chillón y se parecía demasiado a un avión militar", dijo a CNN el historiador del Air Force One y ex conservador del Smithsonian, Von Hardesty. Le ofreció a Kennedy sus servicios de consultoría de diseño sin cargo.
Kennedy eligió un diseño rojo y dorado de uno de los bocetos conceptuales iniciales de Loewy y le pidió que representara el diseño completamente en azul. Loewy también se inspiró en la primera copia impresa de la Declaración de Independencia de los Estados Unidos, sugiriendo la leyenda "United States of America" en mayúsculas y con mucho espacio en la tipografía Caslon. Eligió exponer el fuselaje de aluminio pulido en la parte inferior y utilizó dos azules, azul acero asociado con la república temprana y la presidencia, y un azul agua más contemporáneo para representar una América arraigada en el pasado y volando inexorablemente hacia el futuro. El sello presidencial se añadió a ambos lados del fuselaje cerca del morro y una gran bandera estadounidense se pintó en la cola. El trabajo de Loewy recibió elogios inmediatos del presidente y la prensa. La línea de trazo sugería una imagen elegante y horizontal que reflejaba el optimismo y la prosperidad de la era de los aviones jet de Estados Unidos, y hoy simboliza su legado y tradición.
La librea del VC-137C de Loewy fue adaptada para el VC-25A, de mayor tamaño, cuando entró en servicio en 1990, y la variante secundaria (sin la línea de traba azul más oscura y la tapa sobre la cabina) todavía se utiliza en los aviones C-40, C-37, C-32 y C-20 de la USAF en configuraciones vip estándar (no presidenciales). El esquema de pintura presidencial también se puede ver en la Union Pacific 4141, la locomotora utilizada en el tren fúnebre de George HW Bush.
SAM26000

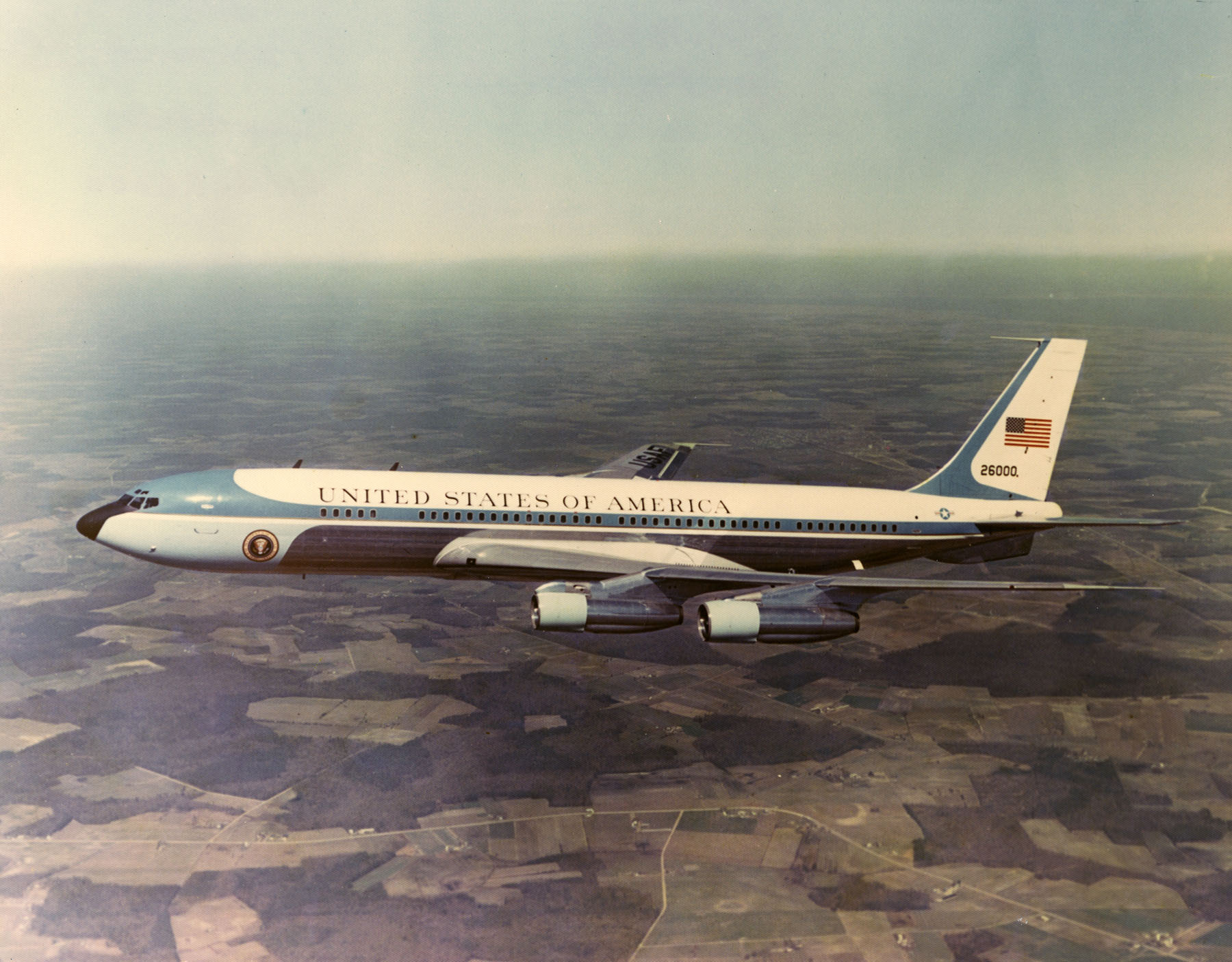
SAM 26000 utilizado por el presidente Kennedy hasta Clinton.

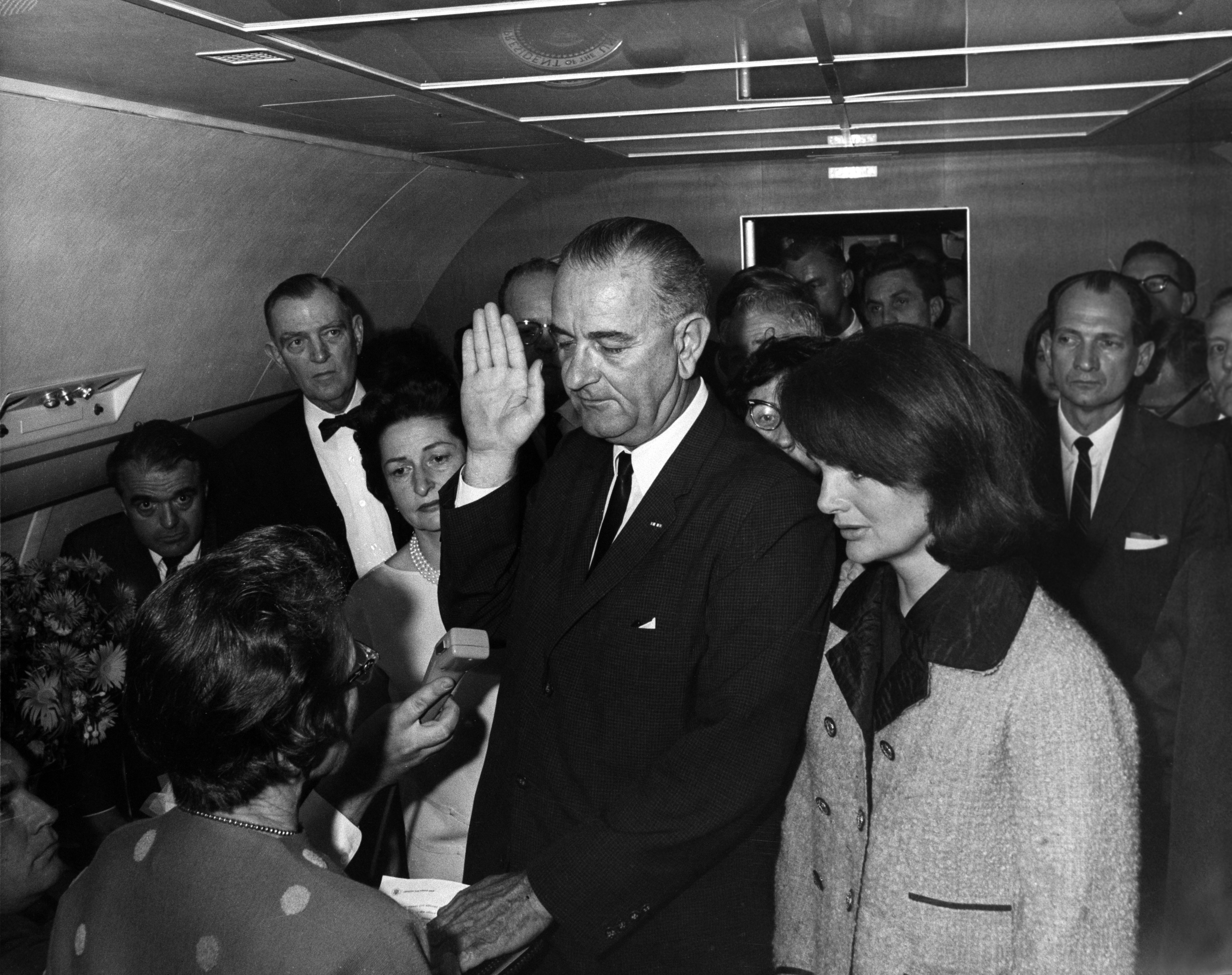
LyndonB. Johnson se convirtió en el primer y único presidente en jurar su mandato en el Air Force One después que la juez Sarah T. Hughes le tomara juramento tras el asesinato de John F. Kennedy.

Bajo el mando de John F. Kennedy, los viajes aéreos presidenciales entraron en la era de los jets. Aunque podía utilizar los jets de la era de Eisenhower para viajes a Canadá, Francia, Austria y el Reino Unido, cuando asumió el cargo, su principal avión en el país seguía siendo un Douglas VC-118A Liftmaster con motor de hélice. En octubre de 1962, se entregaría el Boeing VC-137C Stratoliner SAM 26000 de largo alcance modificado, con la librea diseñada por Loewy, que inmediatamente se convirtió en un elemento importante de la marca de la administración Kennedy.
A finales de junio de 1963, Kennedy voló hasta Berlín en el SAM 26000, donde hizo su famoso discurso de Ich bin ein Berliner (Yo soy un berlinés) y a Irlanda. Un mes más tarde, rompió 30 récords de velocidad al llevar una delegación a Moscú, incluyendo el vuelo más rápido sin paradas entre Washington y Moscú.
La Fuerza Aérea de Estados Unidos no suele enviar aviones de combate para escoltar el avión presidencial sobre Estados Unidos, pero ha ocurrido. El primer caso se produjo durante el funeral de estado de John F. Kennedy, cuando fue seguido por 50 aviones de combate (20 de la Marina y 30 de la Fuerza Aérea) en representación de los estados de la unión.
El 22 de noviembre de 1963, el SAM 26000 transportó al presidente John F. Kennedy hasta Dallas, Texas, donde esa tarde sería asesinado. Fue en el avión donde el vicepresidente Lyndon B. Johnson asumió el cargo de presidente y prestó juramento a bordo del SAM 26000. Por órdenes de Johnson, el avión llevó el cuerpo de Kennedy de regreso a Washington. Una década después, el SAM 26000 llevó el cuerpo de Johnson a su casa en Texas después de su funeral de estado en Washington.
Johnson utilizó el SAM 26000 para viajar extensamente por el país y para visitar a las tropas en Vietnam del Sur durante la guerra de Vietnam. El SAM 26000 sirvió al presidente Nixon en varios viajes revolucionarios al extranjero, incluida su famosa visita a la República Popular China en febrero de 1972 y su viaje a la Unión Soviética más tarde ese año, ambos primeros para un presidente estadounidense. Nixon bautizó al avión como "Spirit of '76" en honor al próximo bicentenario de los Estados Unidos; ese logotipo estaba pintado en ambos lados del morro del avión. Más adelante, en el mismo año, el SAM 26000 se convirtió en la aeronave de reemplazo cuando otro B707, SAM 27000, lo sustituyó.
SAM 27000

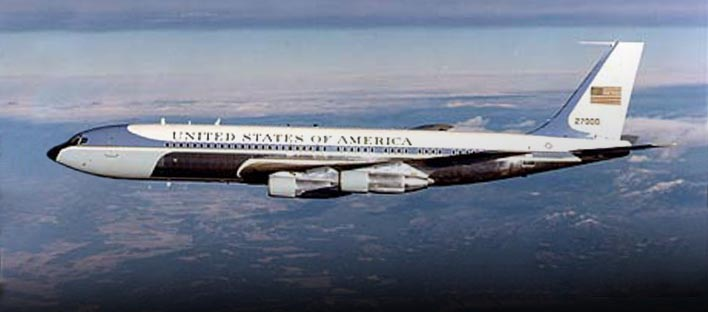
El SAM 27000 sirvió a los presidentes desde Nixon hasta George W. Bush.

El SAM 26000 fue reemplazado en diciembre de 1972 por otro VC-137C, Special Air Mission 27000, aunque el SAM 26000 fue relegado a un estatus vip no presidencial (y repintado sin la tapa azul más oscura y la línea de trampa), sirvió como respaldo del SAM 27000 hasta que finalmente fue retirado en 1998.
En junio de 1974, mientras el presidente Nixon se dirigía a una escala programada en Siria, aviones de combate sirios interceptaron al Air Force One para actuar como escolta. La tripulación no fue informada con antelación, por lo que tomó medidas evasivas, incluida una caída en picado.
El presidente Nixon llamó a la flota presidencial The Spirit of 1976 (El Espíritu de 1976), en reconocimiento al bicentenario de los Estados Unidos que iba a celebrarse el último año de su segundo mandato. En 1974, cuando Richard M. Nixon dimitió y salió en el Air Force One hacia la Base Aérea de Andrews, se decidió que el avión cambiara su designación a SAM (SAM 27000) en vez de Air Force One. Fue el presidente Gerald R. Ford quien decidió que el nombre de la aeronave tendría que ser Air Force One, junto con el indicativo del control de tráfico aéreo.
Después de anunciar su intención de renunciar a la presidencia, Nixon se embarcó en el SAM 27000 (con el indicativo "Air Force One") para viajar a California. El coronel Ralph Albertazzie, entonces piloto del Air Force One, contó que después de que Gerald Ford fuera juramentado como presidente, el avión tuvo que ser redesignado como SAM 27000, lo que indicaba que no había ningún presidente a bordo de la aeronave. Sobre Jefferson City, Misuri, Albertazzie envió un mensaje por radio: " Kansas City, aquí Air Force One. ¿Podría cambiar nuestro indicativo a Sierra Alpha Mike (SAM) 27000?". La respuesta fue: "Entendido, Sierra Alpha Mike 27000. Buena suerte al presidente".
El 6 de octubre de 1981, el presidente egipcio Anwar Sadat fue asesinado. Por razones de seguridad, Reagan no asistió al funeral, ni el entonces vicepresidente Bush. En su lugar, el presidente Reagan envió al secretario de Estado Alexander Haig y a los expresidentes Nixon, Ford, y Carter. El también anterior secretario de estado Henry Kissinger estaba a bordo. En 1987, Reagan voló en el SAM 27000 a Berlín donde hizo su famoso discurso Tear down this wall!.
El SAM 27000 fue la aeronave presidencial principal que sirvió a más presidentes que cualquier otra. Entró en servicio bajo el mandato de Nixon y luego sirvió a Gerald R. Ford, Jimmy Carter, Ronald Reagan, y George H. W. Bush hasta su reemplazo en 1990 por el Boeing 747. El SAM 27000 siguió sirviendo como Air Force Two (hasta que los Boeings 757 C-32 llegaron en 1998), y en muy contadas ocasiones como Air Force One hasta 2001.
Hubo un incidente en enero de 1998 cuando el 707 que llevaba al presidente Clinton se quedó estancado en el barro antes del despegue del Aeropuerto Willard en Illinois. Todo el mundo tuvo que desembarcar a la hierba.
El 8 de septiembre de 2001, el SAM 27000 fue retirado y voló al aeropuerto Internacional de San Bernardino en California. Fue desmontado allí y conducido más adelante en pedazos a la Biblioteca y Museo Presidencial de Ronald Reagan en Simi Valley, California, un periférico de la ciudad de Los Ángeles en donde fue reconstruido y está actualmente en exhibición pública.
Boeing VC-25A

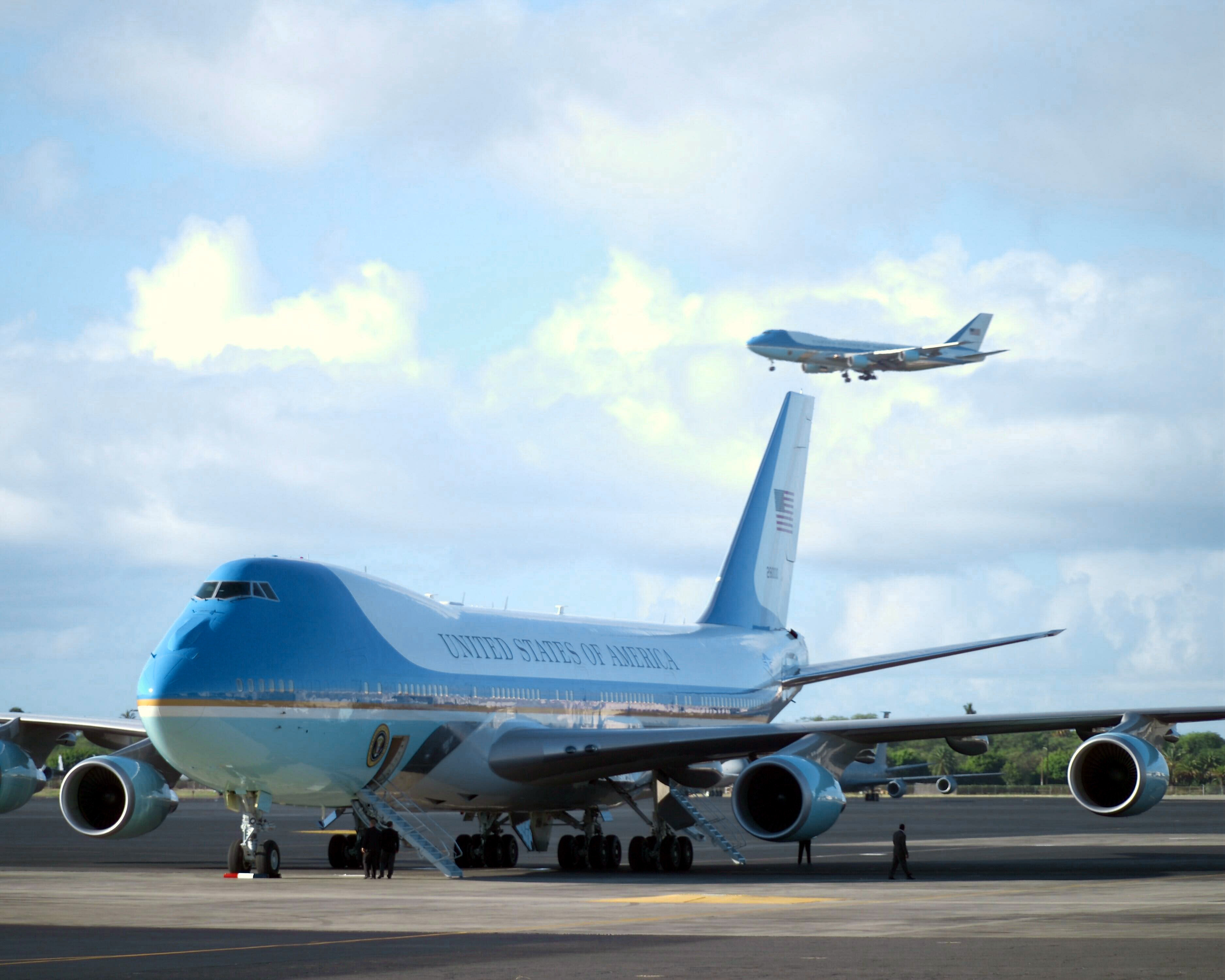
El SAM 28000 se encuentra en la rampa mientras el SAM 29000 desciende en la aproximación final en Hickam Field con el presidente George W. Bush

En los dos mandatos de Ronald Reagan no hubo grandes cambios para el Air Force One, tan sólo el comienzo de la fabricación de los actuales Boeing 747 en uso. La USAF emitió una solicitud de propuestas en 1985 para dos aviones de fuselaje ancho con un mínimo de tres motores y una autonomía sin reabastecimiento de 6000 millas (9700 km). Boeing con el 747 y McDonnell Douglas con el DC-10 presentaron propuestas, y la administración Reagan ordenó dos 747 idénticos para reemplazar las antiguas variantes VC-137 del 707 que utilizó. Los diseños interiores, elaborados por la primera dama Nancy Reagan, recordaban al suroeste de Estados Unidos. La mayor parte de los interiores fue completada en Wichita, Kansas. El primer avión fue entregado en 1990, durante la administración de George H. W. Bush.
Siglo XXI

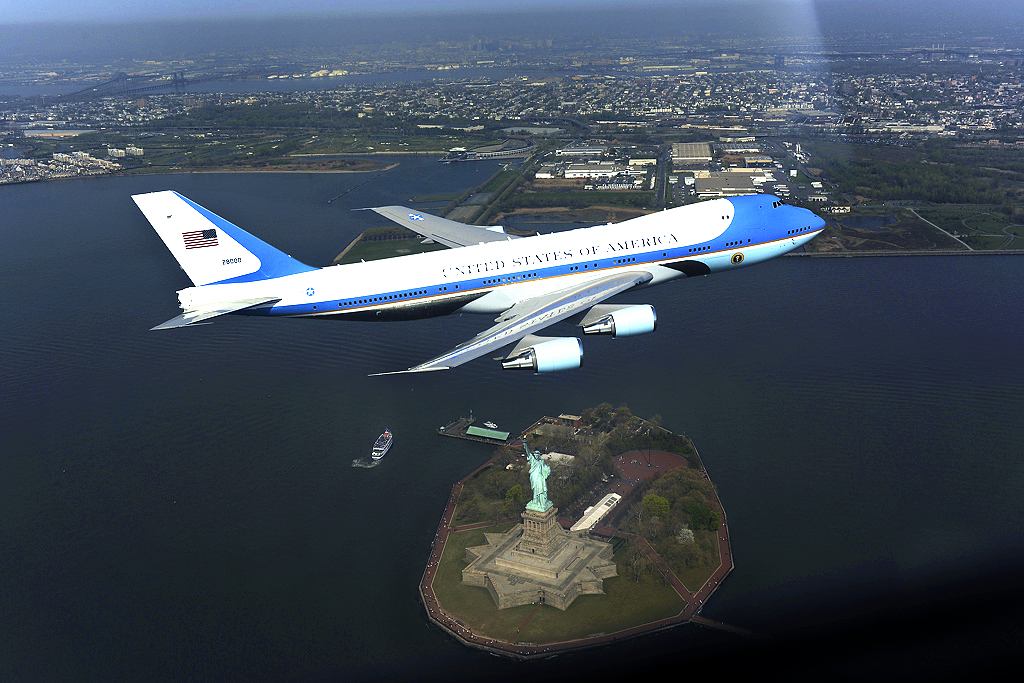
El SAM 28000 sobrevolando la Estatua de la Libertad, el 27 de abril de 2009.

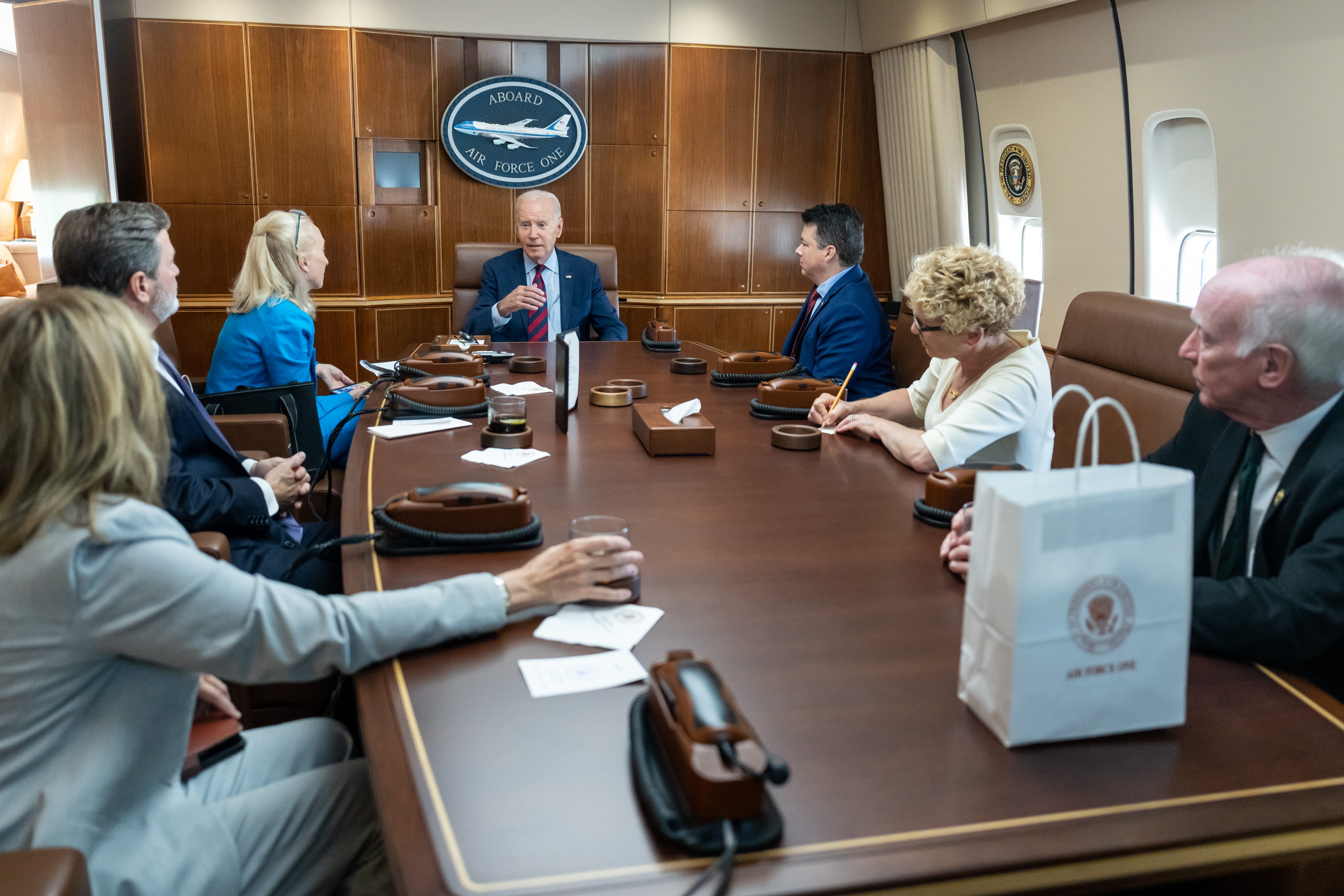
El presidente Joe Biden se reúne con su personal en pleno vuelo a bordo del Air Force One, en la sala de conferencias el 20 de julio de 2023.

El presidente George W. Bush añadió una cinta transportadora al Air Force One.
En noviembre de 2003 se realizó la operación encubierta más secreta jamás antes realizada por el equipo de seguridad del presidente. Él mismo deseó ir a visitar a los marines estadounidenses el día de acción de gracias en Bagdad, Irak. Según cuenta el mismo George W. Bush

Invité a toda mi familia a cenar a mi rancho como de costumbre, nadie allí sabía que yo me iría, ni siquiera mi seguridad.
George W. Bush

Esa noche el presidente abordó el "Marine One" desde su rancho hasta un aeropuerto aún desconocido con rumbo a la base aérea Andrews en Maryland, ya estando en la base aérea y con supuesto "último destino" el entonces presidente abordó el gemelo del Air Force One y partió con todas las luces apagadas con una ruta de vuelo haciéndose pasar por un Jet Gulfstream de 45 toneladas. Su gemelo despegó justo detrás de él haciéndose pasar como el Air Force One que se dirigía nuevamente al Aeropuerto.
En el trayecto hubo una pequeña "falla" que casi desenmascara la operación cuando la tripulación de un vuelo chárter en el espacio aéreo sobre Londres cuestionó al AF1 que si eran ellos a lo que rápidamente contestaron que no y cambiaron a rumbo oeste para despistarlos. El "Air Force Two" quién acompañaba al Air Force One en dicha operación aterrizó en un aeropuerto de Medio Oriente en un país aún clasificado sin avisar ni reportar nada hasta el día en que se marcharon.
El Air Force One duró 60 minutos sobrevolando el lugar de aterrizaje esperando el crepúsculo donde aterrizó sin luces, sin aviso y con todas las ventanas cerradas, allí permaneció dos horas y volvió a los Estados Unidos en una de las operaciones presidenciales encubiertas más arriesgadas del mundo.
Cuando el presidente Bush llegó al final de su segundo mandato en enero de 2009, se utilizó un VC-25 para transportarlo a Texas. Para este propósito, el indicativo de llamada de la aeronave era SAM 28000, ya que la aeronave no transportaba al actual presidente de los Estados Unidos. Se hicieron arreglos similares para los expresidentes Barack Obama y Donald Trump al final de sus mandatos.
Después de la muerte de los expresidentes Gerald Ford y Ronald Reagan, el avión VC-25 trasladó sus restos a sus estados natales de Míchigan y California, respectivamente.
El 27 de abril de 2009, un VC-25 voló a baja altura sobre la ciudad de Nueva York para realizar una sesión fotográfica y un ejercicio de entrenamiento y causó un susto entre muchos neoyorquinos.
El presidente Donald Trump voló a su propiedad de Mar-a-Lago poco antes de que terminara su mandato como presidente, bajo el indicativo Air Force One.
En la visita de Joe Biden a Ucrania en 2023, para aumentar el secreto, no se utilizó el indicativo Air Force One para el avión C-32 utilizado para transportar al presidente Joe Biden a Polonia; en su lugar, el indicativo fue SAM060.
Los aviones que sirven como Air Force One se diferencian de los comunes Boeing 747 tanto en tamaño, características, así como en medidas de seguridad. Aunque el Air Force One tiene dos pisos, al igual que un Boeing 747 regular, su interior está reconfigurado para permitir las tareas presidenciales. Los aviones, con 370 m² de espacio interior, incluyen múltiples modificaciones. La zona inferior de los aviones sirve principalmente como espacio de carga, llevando el equipaje y las provisiones de comida. Puede contener comida hasta para 2,000 personas cuando está completamente cargado, algunas de ellas almacenadas en congeladores. Las comidas son preparadas en dos cocinas, que están equipadas para alimentar 100 personas a la vez.
El área principal de pasajeros está localizada en el segundo piso, y el equipo de comunicaciones y la cabina se encuentran en el tercer piso. Existen tres entradas para subir al avión. El escritor Tom Harris comentó:

Los pasajeros pueden entrar por tres puertas. Dos puertas, una al frente del avión y otra en la parte trasera, llevan a la cubierta inferior, y la que esta ubicada en la parte frontal del avión conduce a la cubierta central. Normalmente, cuando se ve al presidente en las noticias entrando o saliendo del Air Force One, está utilizando la puerta que da a la cubierta central y baja por una escalerilla acercada hasta el avión. Los periodistas normalmente entran por la puerta trasera, donde suben rápidamente unas escaleras que dan a la cubierta central. La mayor parte del área de prensa parece la sección de primera clase de un avión comercial, con cómodos y espaciosos asientos.
Tom Harris

En ocasiones, para remarcar algún criterio político, el presidente entra o sale del Air Force One por las escaleras del propio avión desde la cubierta inferior en lugar de la central. Esto pudo verse cuando el presidente George W. Bush, en su visita a Pakistán en marzo de 2006, embarcó y desembarcó del 747 por la cubierta inferior en lugar de la puerta principal. Esto pudo ser una medida de seguridad, pero también pudo querer decir a los políticos del país anfitrión que la Casa Blanca había traído su "Fortaleza Aérea" que es el Air Force One. Es curioso que un día antes, durante la parada de Bush en India, él embarcó por la cubierta principal.

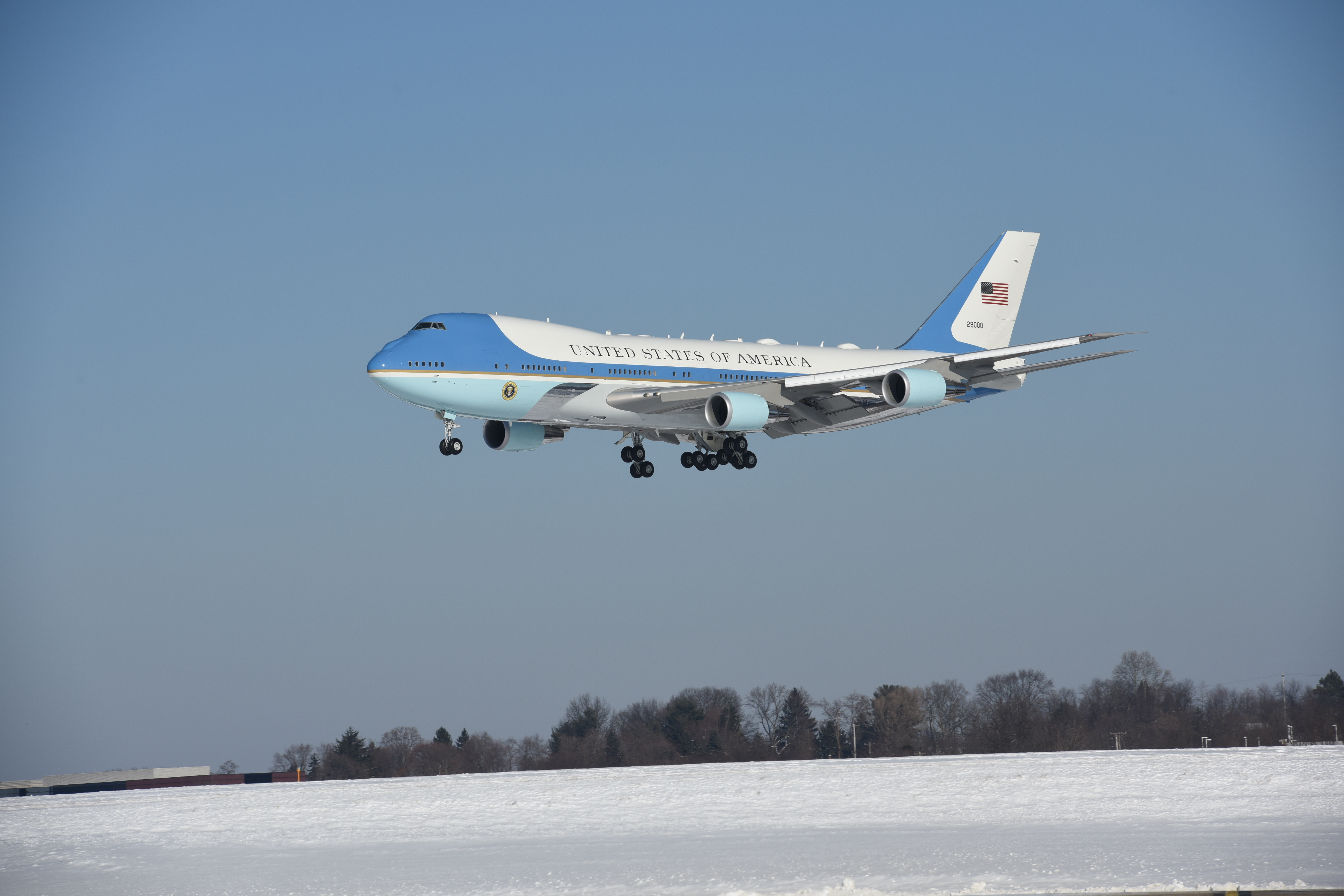
El Air Force One se prepara para aterrizar en Coraopolis, Pensilvania, el 18 de enero de 2018.

A bordo del Air Force One existen instalaciones médicas, incluyendo una mesa de operaciones funcional, suministros médicos de emergencia, y una farmacia bien provista. En cada vuelo hay un médico a bordo. Además, existen cuartos separados para los invitados, personal superior, personal del Servicio Secreto, y medios de comunicación; la suite del presidente incluye un vestidor privado, gimnasio, baño, duchas, y una oficina privada. Estas habitaciones, incluyendo la suite presidencial, están principalmente situadas a estribor, y hay un gran corredor a babor. Cada vez que el Air Force One aparece, siempre para con el lado izquierdo de la nave mirando hacia los espectadores como una medida de seguridad para mantener el lado presidencial del avión fuera del alcance de la vista.
En la zona de oficinas, el Air Force One tiene acceso a servicios de fotocopiadoras, impresoras, procesadores de texto, Internet Banda Ancha, Redes Móviles, así como sistemas de telecomunicación, incluyendo 85 teléfonos y 19 televisores. También existen servicios de fax seguros y no seguros, y redes de datos. La mayoría de los muebles a bordo han sido fabricados a mano por carpinteros profesionales.
Los teléfonos blancos son para comunicaciones normales mientras que los negros son para comunicaciones confidenciales. Cuenta además con sala de conferencias en tiempo real, internet y televisión satelital y comunicaciones por radio. Todas las comunicaciones, inclusive las de los tripulantes hacia otros tripulantes en el avión, pasan por un centro de mandos que verifica que no haya ninguna interferencia, y desde el mismo se comunican con tierra para informar la llegada del mismo.
Los aviones también pueden funcionar como centro de mando militar en caso de un incidente como un ataque nuclear. Las modificaciones operacionales incluyen la posibilidad de reabastecimiento en vuelo y medidas contra misiles antiaéreos. La electrónica a bordo está conectada con aproximadamente 383 km de cable, el doble que un 747 regular. Todos los cables están cubiertos por un fuerte escudo que los protege de los ataque de pulso electromagnético en caso de un ataque nuclear. Los aviones además poseen contramedidas electrónicas (ECMs) para interferir los radares enemigos y bengalas para evitar los misiles que buscan fuentes de calor. Muchas de las características del Air Force One se consideran Información Clasificada por razones de seguridad.
Atentados del 11 de septiembre

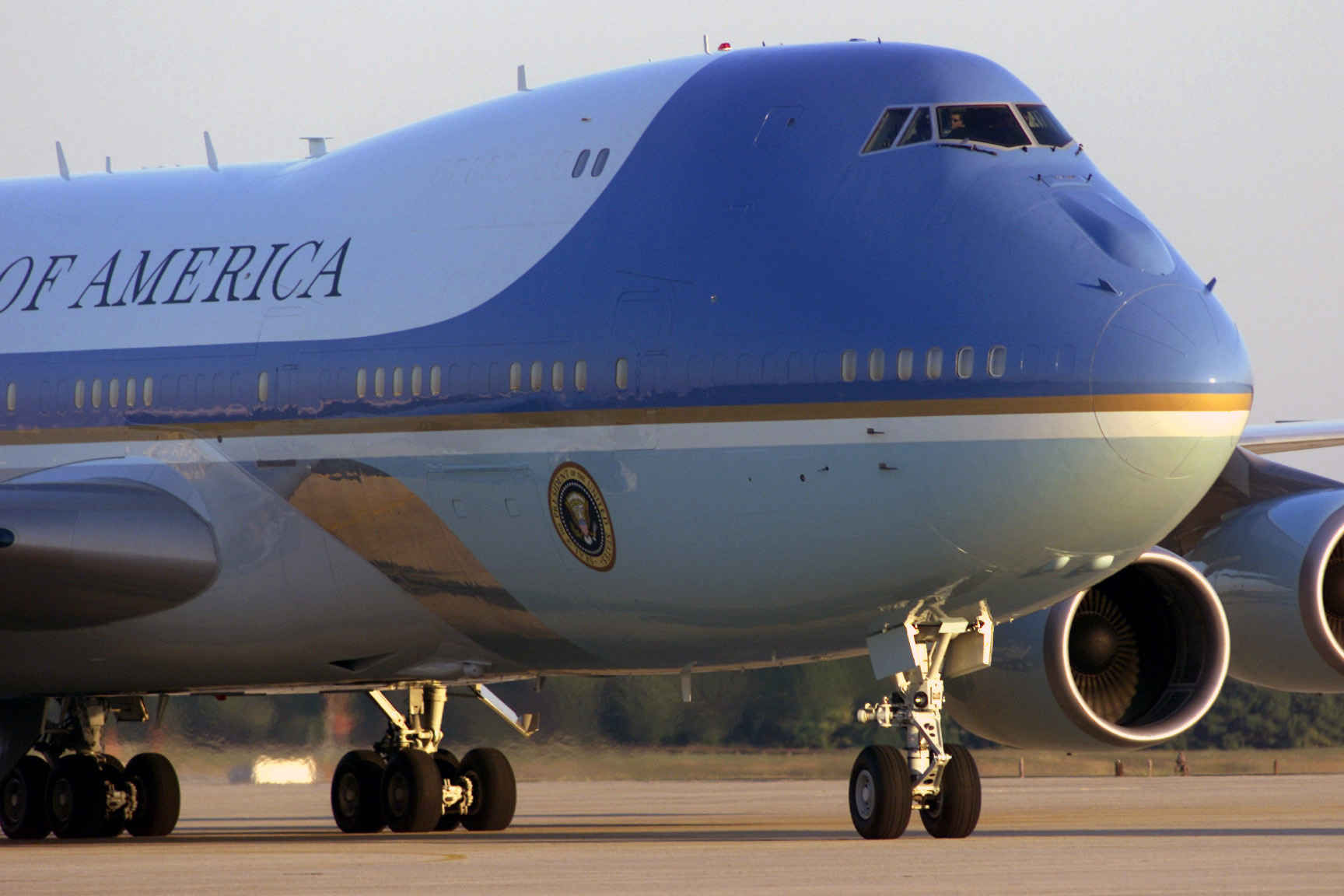
El Air Force One llega a la base de la Fuerza Aérea Andrews, Maryland, con el presidente Bush a bordo. El presidente se encontraba en Sarasota, Florida cuando los terroristas atacaron el 11 de septiembre del 2001.

Uno de los episodios más dramáticos a bordo del Air Force One sucedió el 11 de septiembre de 2001, el presidente George W. Bush fue interrumpido mientras asistía a un evento en la escuela primaria Emma E. Booker en Sarasota, Florida, después de que un avión se estrellara contra la Torre Sur del World Trade Center en la ciudad de Nueva York. Despegó en un VC-25 desde el Aeropuerto Internacional de Sarasota-Bradenton con el coronel Mark Tillman, el piloto principal del Air Force One ese día, a cargo. Los controladores de tráfico aéreo dieron al Air Force One una advertencia ominosa de que un avión de pasajeros estaba cerca del Air Force One y no respondía a las llamadas. Tillman recuerda: "Cuando sobrevolamos Gainesville, Florida, recibimos la noticia del Jacksonville Center. Dijeron: 'Air Force One, tienes tráfico detrás de ti y básicamente encima de ti que está descendiendo hacia ti, no estamos en contacto con ellos; han apagado su respondedor [ sic ]'". "En ese momento, nos hizo pensar que tal vez alguien se acercaba a nosotros en Sarasota, nos vieron despegar, simplemente se mantuvieron en el aire y nos siguieron en ese momento. No teníamos idea de cuáles eran las capacidades de los terroristas en ese momento".
En respuesta a esta supuesta amenaza, el coronel Tillman dijo que voló con el Air Force One sobre el Golfo de México para comprobar si el otro avión lo seguiría. El otro avión continuó su ruta y Tillman dijo que más tarde le explicaron que un avión de pasajeros había perdido su transpondedor, que normalmente transmite una señal de identificación electrónica, y que los pilotos a bordo se olvidaron de cambiar a otra frecuencia de radio. Una nueva amenaza se produjo cuando Tillman recibió un mensaje que advertía de un ataque inminente al Air Force One. "Recibimos noticias del vicepresidente y del personal de que 'Angel era el siguiente', lo que indicaba el indicativo clasificado del Air Force One. Una vez que entramos en el Golfo de México y nos dijeron que 'Angel era el siguiente', en ese momento pedí apoyo de cazas. Si un avión de pasajeros era parte del ataque, sería bueno tener cazas en el ala para que siguieran adelante y se encargaran de nosotros". En ese momento, Tillman dijo que el plan de llevar al presidente de regreso a Washington D. C., fue abortado y en su lugar Tillman aterrizó en la Base Aérea Barksdale, Luisiana, y en la Base Aérea Offutt, Nebraska, donde el presidente pronunció un discurso. Tillman explicó que esto se debió a su preocupación de que debido a la amenaza reportada, el Air Force One sería atacado cuando regresara a la Base Aérea Andrews.
Después de las paradas preliminares, el presidente regresó a Washington D. C.. Al día siguiente, funcionarios de la Casa Blanca y del Departamento de Justicia explicaron que el presidente Bush hizo esto porque había "información específica y creíble de que la Casa Blanca y el Air Force One también eran objetivos previstos". La Casa Blanca no pudo confirmar la evidencia de una amenaza hecha contra el Air Force One, y la investigación concluyó que la afirmación original fue resultado de una falta de comunicación.

## Reemplazo planificado

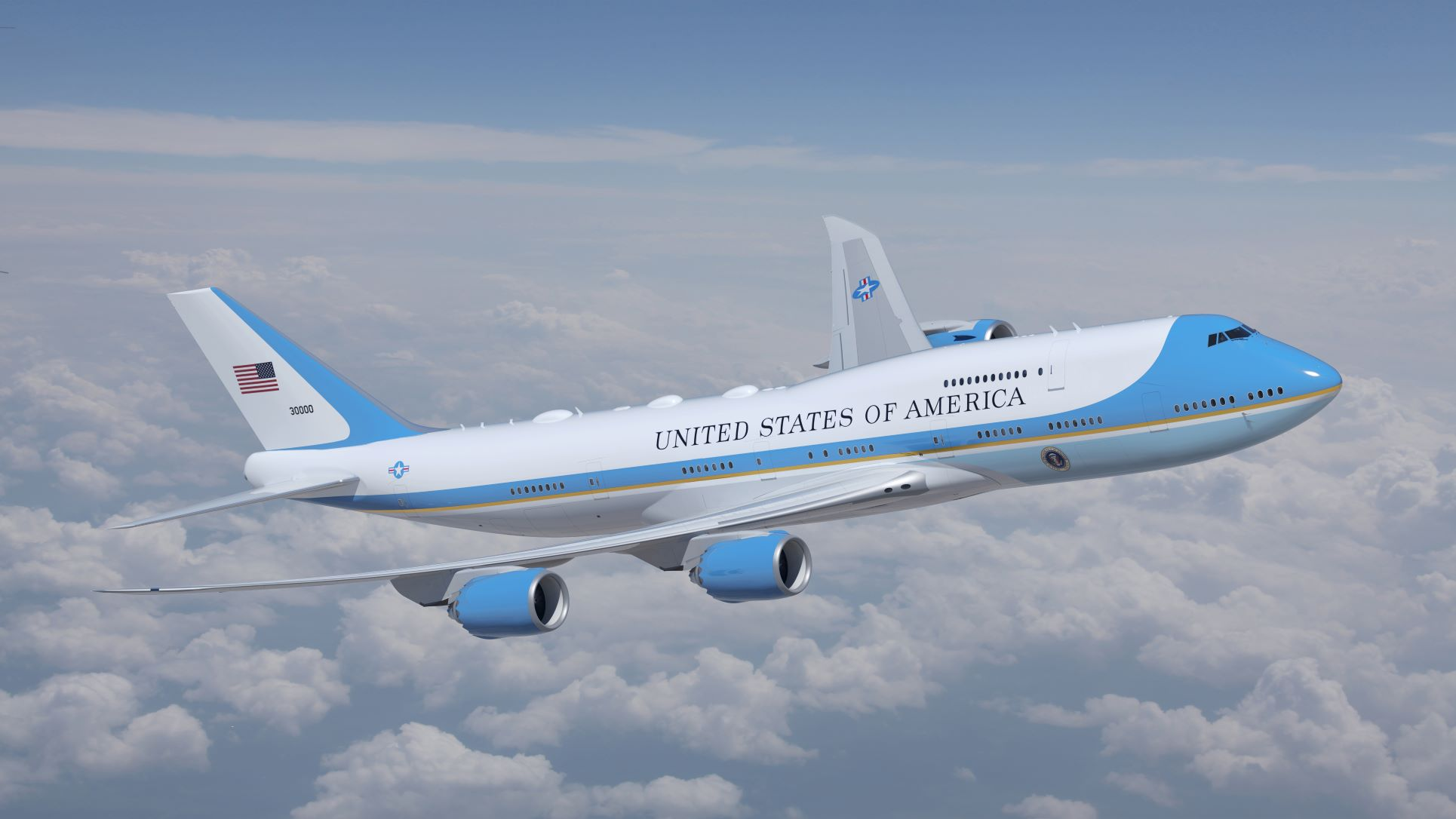
Ilustración del esquema de colores del VC-25B anunciado en marzo de 2023.

### VC-25B
Los VC-25A serán reemplazados ya que el costo de mantenimiento de los sistemas envejecidos en sus fuselajes de 30 años y los motores GE-CF6 menos eficientes ha comenzado a superar el costo de adquirir un nuevo avión. El 28 de enero de 2015, la Fuerza Aérea anunció que el Boeing 747-8 sería el próximo avión presidencial. El 6 de diciembre de 2016, el presidente electo Donald Trump tuiteó su oposición al reemplazo del Air Force One debido a su alto costo, "más de $ 4 mil millones". La Oficina de Responsabilidad Gubernamental de los EE. UU. estimó el costo total en $ 3.2 mil millones, y se proyecta que el presupuesto de la Fuerza Aérea de los EE. UU. para el programa sea de casi $ 4 mil millones. En diciembre de 2016, Boeing tenía un contrato para el desarrollo preliminar por valor de $ 170 millones (~ $ 212 millones en 2023).
El 1 de agosto de 2017, Defense One informó que, en un esfuerzo por pagar menos por el programa de reemplazo, la Fuerza Aérea de los EE. UU. contrató a Boeing para comprar dos de los 747-8 Intercontinentals no entregados de la aerolínea rusa en quiebra Transaero, que los estaba almacenando en el desierto de Mojave para evitar la corrosión. Estos aviones, que se completaron en 2013, serían modernizados con todo el equipo esencial para servir como el próximo avión presidencial, aunque sin ciertas capacidades como el reabastecimiento en vuelo.
Aviones supersónicos
En septiembre de 2020, la Fuerza Aérea de los EE. UU. anunció varios contratos de la Dirección de Transporte Aéreo Presidencial y Ejecutivo firmados con fabricantes de aeronaves para comenzar el desarrollo de un avión supersónico que pudiera funcionar como el Air Force One. Se han firmado contratos con Exosonic, Hermeus y Boom.

## Otros aviones presidenciales

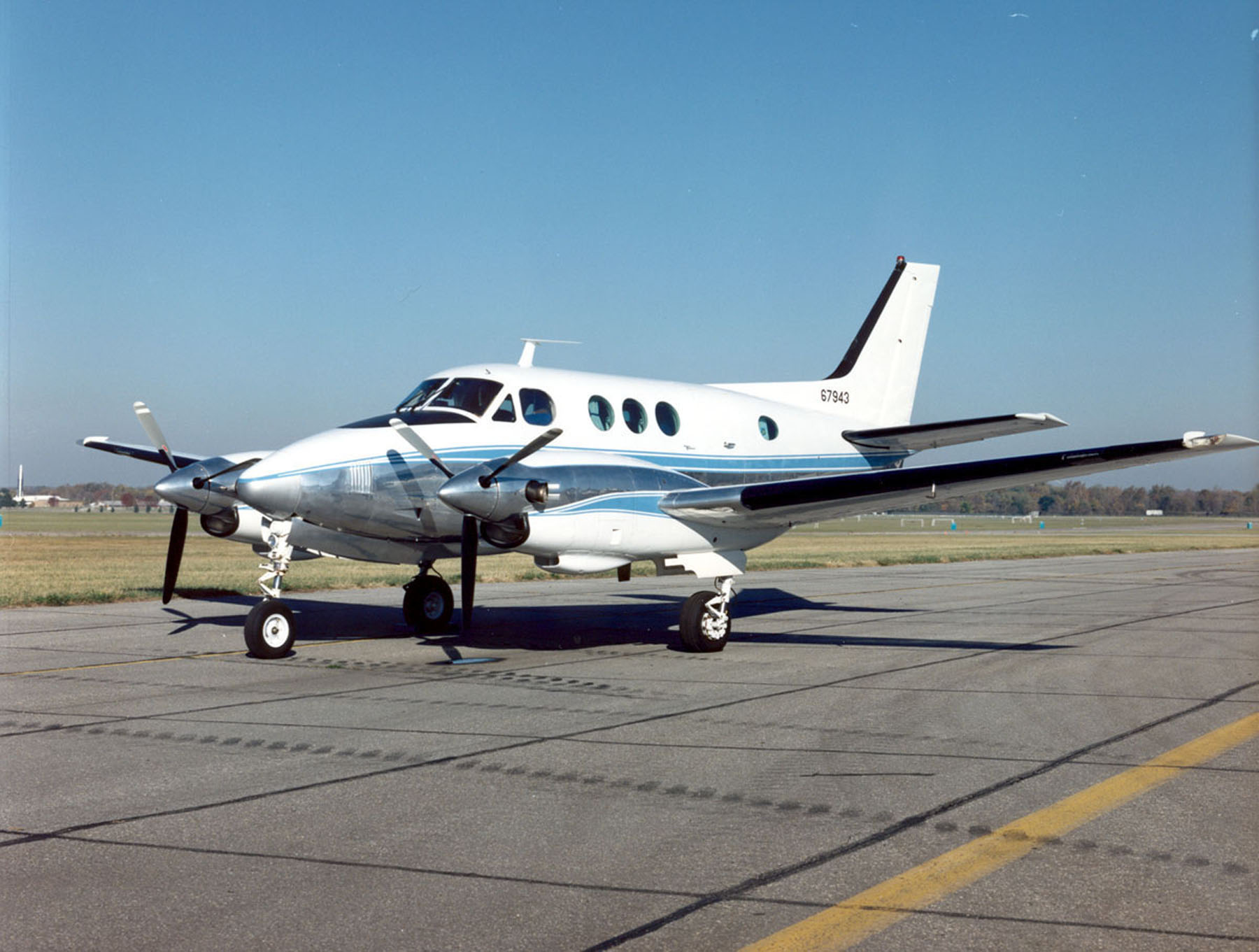
VC-6A utilizado como Air Force One

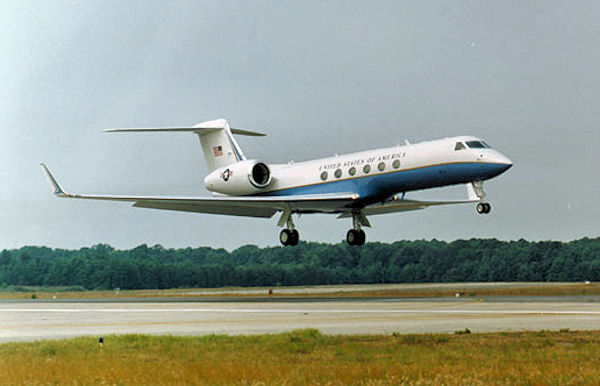
Un Gulfstream V de la USAF con librea VIP.

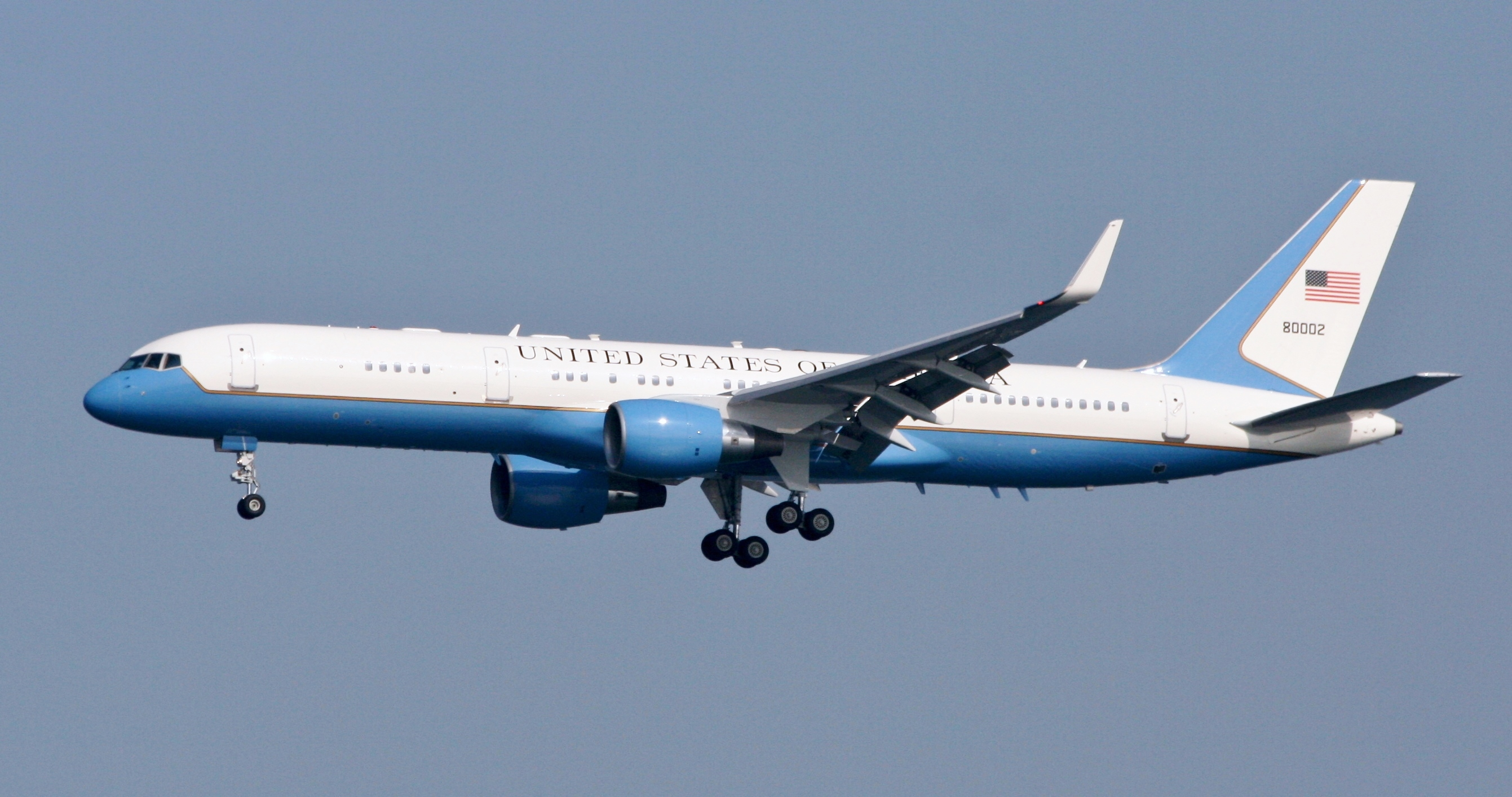
Un Boeing C-32 (Boeing 757) que actúa como Air Force Two

Durante la Administración Johnson, la Fuerza Aérea de los Estados Unidos adquirió un Beechcraft King Air que fue designado VC-6A (66-7943). La aeronave se utilizó para transportar al presidente Johnson entre la base de la Fuerza Aérea Bergstrom y su rancho familiar cerca de Johnson City, Texas, y se utilizó al menos una vez para transportar al presidente a Princeton, Nueva Jersey.
Fue referido como el avión de Lady Bird y más tarde en su vida útil presentó un esquema de color básico similar al de los aviones civiles. Cuando el presidente estaba a bordo, la aeronave usaba el distintivo de llamada Air Force One.
United Airlines es la única aerolínea comercial que ha operado Executive One, el distintivo de llamada que se le da a un vuelo civil en el que viaja el presidente de los Estados Unidos. El 26 de diciembre de 1973, el presidente Richard Nixon y su familia volaron como pasajeros comerciales en un United DC-10 desde Washington Dulles al Aeropuerto Internacional de Los Ángeles. Su personal explicó que esto se hizo para ahorrar combustible al no tener que volar los habituales aviones Boeing 707 de la Fuerza Aérea.
El presidente vuela regularmente en helicópteros (distintivo de llamada Marine One) operados por el Cuerpo de Marines de EE. UU.
En noviembre de 1999, el presidente Bill Clinton voló desde Ankara, Turquía, a la estación aérea naval de Cengiz Topel en las afueras de Izmit, Turquía, a bordo de un Gulfstream III marcado con el distintivo de llamada "Air Force One", escoltado por tres F-16.
Desde 1998, el presidente ha volado ocasionalmente a bordo de un C-32 de la Fuerza Aérea, un avión de fuselaje estrecho basado en el avión de pasajeros Boeing 757. La Fuerza Aérea compró cuatro C-32 en 1996 para llevar al presidente a aeropuertos cuyas pistas eran demasiado pequeñas para acomodar el VC-25 más grande, o como respaldo de emergencia. Hoy, estos aviones se utilizan para transportar a vicepresidentes y otros altos funcionarios. El C-32 también ha sido utilizado por presidentes cuando el uso del VC-25 podría presentar riesgos operativos. Por ejemplo, en 2023, cuando el presidente Biden viajó a Ucrania vía Polonia utilizando el C-32 para evitar la publicidad del VC-25.
El 8 de marzo de 2000, el presidente Clinton voló a Pakistán a bordo de un Gulfstream III sin marcar, mientras que otro avión con el distintivo de llamada "Air Force One" voló en la misma ruta unos minutos más tarde. Esta desviación fue reportada por varios medios de prensa estadounidenses.
El 1 de mayo de 2003, el presidente George W. Bush voló en el asiento del copiloto de un Escuadrón de Control Marítimo Treinta y Lockheed S-3 Viking desde la Estación Aeronaval de North Island, California hasta el portaaviones USS Abraham Lincoln. frente a la costa de California, donde Bush pronunció su discurso de "Misión cumplida". Durante el vuelo, la aeronave utilizó por primera vez el indicativo de llamada "Navy One". Este avión está ahora en exhibición en el Museo Nacional de Aviación Naval en la Estación Aérea Naval de Pensacola, Florida.
En la década de 2010, la Fuerza Aérea adquirió un segundo conjunto de cuatro 757 para el transporte presidencial, asignándoles los números de cola 90015, 90016, 90017 y 90018. Los funcionarios del servicio no reconocen que estas aeronaves existan, aunque son fotografiadas rutinariamente en el servicio presidencial.
Los vicepresidentes han utilizado un VC-25 en viajes más largos, utilizando el indicativo Air Force Two.

## Aeronaves en exhibición

El avión Lockheed JetStar utilizado por el presidente Johnson se exhibe en el Parque Histórico Nacional Lyndon B. Johnson.

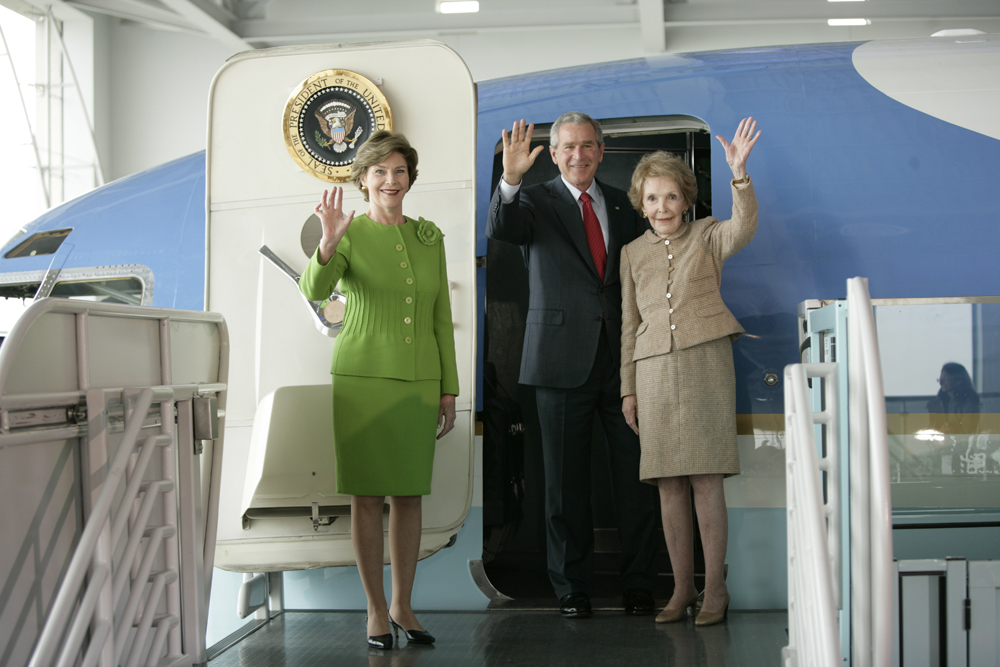
El presidente George W. Bush, la primera dama Laura Bush y la ex primera dama Nancy Reagan visitaron el SAM 27000, ubicado en la Biblioteca Presidencial Ronald Reagan en octubre de 2005.

Un Lockheed JetStar utilizado por Lyndon Johnson durante su presidencia se exhibe en el LBJ Ranch (ahora el Parque Histórico Nacional Lyndon B. Johnson) en Stonewall, Texas. La pista del rancho era demasiado pequeña para acomodar al Boeing 707, por lo que el presidente Johnson lo volaría hasta la Base de la Fuerza Aérea Bergstrom en Austin y luego se trasladaría al JetStar más pequeño para el corto vuelo hasta el rancho. Otro JetStar utilizado durante la presidencia de Johnson se exhibe en el Museo Aeroespacial Hill, que descubrió marcas presidenciales en el avión mientras quitaba la pintura para restaurarlo. Un McDonnell Douglas VC-9C utilizado por Ronald Reagan y Bill Clinton se exhibe en el Castle Air Museum en Atwater, California, junto a la antigua base aérea de Castle. Otro VC-9C se encuentra en el Air Mobility Command Museum en Dover, Delaware, desde 2011.
El VC-137B SAM 970, utilizado desde 1959 a 1962 como Air Force One y hasta 1996 en la flota presidencial, está en exhibición en el Museo del Vuelo en Seattle, Washington.
Otras aeronaves que sirvieron formalmente como Air Force One se encuentran en exhibición en el Hangar Presidencial del Museo Nacional de la Fuerza Aérea de los Estados Unidos en la Base Aérea Wright-Patterson en Ohio (Sacred Cow, Independence, Columbine III, SAM 26000, y otras pequeñas aeronaves presidenciales), así como en el Museo del Vuelo en Seattle, Washington (anterior VC-137B).
El Boeing 707 que sirvió como Air Force One durante los años 1980 (SAM 27000) está en exhibición en la Biblioteca Presidencial de Ronald Reagan. El jet es parte del museo del viaje presidencial, situado en este lugar. El Pabellón del Air Force One se abrió al público el 24 de octubre de 2005.
Un Douglas VC-118A Liftmaster utilizado por John F. Kennedy está en exhibición en el Pima Air & Space Museum en Tucson, Arizona.

## En la cultura popular
En la película Air Force One de 1997 se muestra una versión ficticia del Air Force One. La cabina se construyó a escala y es tan precisa como los diseñadores de producción pudieron hacerla. “No había planos ni planos disponibles, así que tuvimos que ver la CNN para ver cómo era el interior”, dijo el director de la película, Wolfgang Petersen. 

## Homólogos en otros países
Ningún otro medio de transporte para los ejecutivos del gobierno es tan bien conocido como el Air Force One; casi la mayoría de las naciones, incluso aquellas industrializadas, no mantienen aeronaves separadas para uso exclusivo de los jefes de Estado y gobierno, sin embargo la mayoría posee una flota vip militar que provee aeronaves cuando los oficiales superiores del gobierno necesitan viajar.
Argentina tuvo históricamente desde 1937 una flota de aviones exclusivos de uso presidencial dentro de su Agrupación Aérea Presidencial resaltando el Boeing 707 de 1974 hasta 1992 cuando su entonces presidente Carlos Menem lo reemplazó por un Boeing 757 siguiendo la denominación Tango 01, y un helicóptero presidencial similar al de la flota presidencial norteamericana, el H-01 que sirvió, el primero ya que el helicóptero sigue en funciones, para el traslado de cinco presidentes desde 1992 hasta 2017.
España utiliza para este propósito cinco Dassault Falcon 900 y dos Airbus A310 encuadrados en el 45 Grupo del Ejército del Aire.
Bolivia posee también el Dassault Falcon 900 de su Fuerza Aérea destinado a desempeñar funciones de transporte presidencial.

### Libros
- Albertazzie, Ralph, and Jerald F. Terhorst. Flying White House: The Story of Air Force One. Book Sales: 1979. ISBN 0-698-10930-9.
- Braun, David. Q&A: U.S. Presidential Jet Air Force One. National Geographic News, May 29, 2003
- Dorr, Robert F. Air Force One. Motorbooks International: 2002. ISBN 0-7603-1055-6.
- Hardesty, Von. Air Force One: The Aircraft that Shaped the Modern Presidency. Northword Press: 2003. ISBN 1-55971-894-3.
- Harris, Tom. How Air Force One Works. HowStuffWorks.com Accessed October 10, 2006.
- Technical Order 00-105E-9, Segment 9, Chapter 7
- United States Air Force. Air Force One Fact Sheet. July 2003.
- Walsh, Kenneth T. Air Force One: A History of the Presidents and Their Planes. Hyperion: 2003. ISBN 1-4013-0004-9.

### Periódicos
- Johnson, Haynes, and Witcover, Jules. "LBJ Buried in Beloved Texas Hills." The Washington Post. January 26, 1973.
- Provence, Harry. "Thousands Fill Capitol to Bid Lyndon Farewell." The Waco-Herald Tribune. January 25, 1973.